# Dorota Janiszewska-Jakubiak
Dorota Janiszewska-Jakubiak – polski historyk sztuki i urzędnik państwowy, w latach 2017-2024 dyrektor Instytutu Polonika, odznaczona m.in. Krzyżem Kawalerskim Orderu Odrodzenia Polski.

## Kariera zawodowa
Absolwentka Akademii Teologii Katolickiej (obecnie Uniwersytet Kardynała Stefana Wyszyńskiego) i Akademii Dziedzictwa w Krakowie
Od 1994 r. pracowała w Ministerstwie Kultury i Dziedzictwa Narodowego, początkowo w Biurze Pełnomocnika Rządu ds. Polskiego Dziedzictwa Kulturalnego za Granicą w zespole ds. strat wojennych, a następnie w Departamencie do Spraw Polskiego Dziedzictwa Kulturowego za Granicą. Od 2007 r. naczelnik wydziału ds. polskiego dziedzictwa kulturowego za granicą w Departamencie Dziedzictwa Kulturowego.
W latach 2011–2017. pełniła funkcję zastępcy Jacka Milera w Departamencie Dziedzictwa Kulturowego za Granicą i Strat Wojennych MKiDN. Twórczyni koncepcji i autorka strategii Instytutu Polonika, powołanego 18 grudnia 2017 r. przez Piotra Glińskiego, wiceprezesa Rady Ministrów i Ministra Kultury i Dziedzictwa Narodowego. Od 19 grudnia 2017 r. do 11 kwietnia 2024 r. dyrektor państwowej instytucji kultury – Narodowego Instytutu Polskiego Dziedzictwa Kulturowego za Granicą „Polonika” utworzonego w 2017 roku. Informacja o jej zwolnieniu w kwietniu 2024 z pełnionej funkcji wywołała sprzeciw środowiska konserwatorskiego, w tym krytykę ze strony poprzedniego kierownictwa ministerstwa. W październiku tego samego roku decyzja ministra o zwolnieniu Doroty Janiszewskiej-Jakubiak została uchylona przez wojewódzki sąd administracyjny.

## Współpraca
Jest autorką oraz redaktorką publikacji, organizatorką konferencji, a także konsultantką wystaw i filmów. Członkini Kapituły Nagrody „Przeglądu Wschodniego”, Rady Muzeum im. Kazimierza Pułaskiego w Warce, Rady Muzeum Azji i Pacyfiku w Warszawie, Międzynarodowego Centrum Kultury.
Jest członkiem Rady Redakcyjnej „Cenne, Bezcenne / Utracone” (Narodowy Instytut Muzeów), Rady Naukowej czasopisma naukowego „KonserwacjaWro. Szkło. Witraż. Ceramika” (ASP we Wrocławiu). Jako autorka artykułów współpracuje m.in. z portalem PAP dzieje.pl oraz portalem Instytutu Polonika „Dziedzictwo za granicą. Baza poloników”.

## Odznaczenia
- 2013 – brązowy Medal „Za zasługi dla obronności kraju”[11]
- 2013 – Krzyż Uznania (łot. Atzinības krusts) IV stopnia (odznaczenie łotewskie[11]
- 2025 – Krzyż Kawalerski Orderu Odrodzenia Polski[12]